# Il libro del sapere
Il libro del sapere (Piemme Edizioni, 2 settembre 2014) è il primo romanzo per ragazzi della serie fantasy Nelle terre di Aurion, scritta da Luca Azzolini.

## Trama
Nel prologo una fata cerca di fuggire dal Palazzo delle Tenebre della città di Lux dopo aver preso un fagotto. La fata, tuttavia, sente la presenza del Principe della Notte che la sta cercando, e una volta arrivata sulla cima della torre più alta affida il bambino che sta portando ad un'aquila. Appena l'aquila se ne va con il bambino, il Principe della Notte la raggiunge e la cattura.
Quindici anni sono passati da quando il Principe della Notte, un crudele despota proveniente dal Regno della Notte Eterna, ha conquistato il Regno di Aurion e lo governa con il terrore e le sue feroci creature della notte. In un piccolo villaggio poco distante dalla città di Lux vive Dorian, un ragazzino di tredici anni che aiuta i suoi genitori nel lavoro nei campi. Un giorno, insieme al suo puledro e fedele compagno Honor, Dorian scopre che manca poco all'Ora Proibita, ovvero l'ora in cui scende la notte e le creature del Principe della Notte controllano tutto il Regno di Aurion uccidendo chiunque sia rimasto fuori. Fuggendo, Dorian e Honor vengono avvistati dagli hombredin, le sentinelle del Palazzo delle Tenebre; fortunatamente Dorian riesce appena in tempo a ritornare a casa e a sfuggire ai malefici uccelli. Tuttavia, Dorian viene rimproverato aspramente da sua madre Aura che gli vieta persino la cena. Duramente offeso, Dorian va a dormire in camera sua. Il giorno dopo, Dorian va da Ravi, un amico di suo padre che un tempo era uno dei Guerrieri del Cielo delle Isole Volanti; insieme a lui ci sono anche sua figlia Mayra, una maga della stessa età di Dorian e apprendista dell'arcimaga Baba, e Kiki, un divertente e irritabile scoiattolo volante a cui per sbaglio Mayra ha dato il dono della parola. Dorian andava da Ravi per allenarsi con i combattimenti. Quel giorno, però, Dorian e Ravi vengono interrotti dagli stridii mostruosi degli atrax, enormi ragni neri al servizio del Principe della Notte. Seguendoli, Dorian, Ravi e Mayra scoprono che gli atrax stanno attaccando la casa di Dorian. Aura e Lerion vengono colpiti dal loro veleno, e nonostante combatta anche Ravi gli atrax continuano ad arrivare. Mentre trascina sua madre dentro casa, Dorian scopre intorno al suo collo uno strano medaglione che, una volta fra le sue mani, emette una luce talmente forte da far ritirare gli atrax. Dopo quanto è accaduto, Mayra va a chiamare la sua maestra Baba per far curare Aura e Lerion. In quel momento Aura rivela a Dorian che lui è l'erede al trono delle Terre di Aurion, e per dimostrarglielo gli fa usare il Medaglione del Tempo (il medaglione che aveva al collo) per poter vedere nel passato. Seppur timoroso, Dorian aziona il medaglione e si ritrova nella sala del trono dove scopre che suo padre era uno dei sette Cavalieri d'Oro, il Cavaliere d'Oro del Grifone, mentre sua madre era la regina della città di Lux. Dorian vede sua madre in una discussione con i Cavalieri d'Oro riguardo ad alcuni movimenti sospetti alle Montagne Senza Tempo, luogo di confine con il Regno della Notte Eterna; ma Atlas, il Cavaliere d'Oro del Drago, afferma che si trattano solo di inutili dicerie degli abitanti e tramite una votazione ottiene il consenso di non mandare una missione di ricognizione. Tuttavia, Lerion condivide con Aura dei sospetti su Atlas e per questo cerca degli indizi nel suo appartamento, ma viene da questi catturato e considerato un traditore. Durante la sentenza, però, Aura prende le difese di Lerion e in quel momento Lux viene attaccata dall'esercito del Principe della Notte, mentre Atlas si rivela a tutti gli effetti il traditore in combutta con il tiranno. Aura e Lerion riescono a fuggire e ad arrivare al villaggio dove abita Korrina, la fidata nutrice di Aura, che poi assumerà l'identità della zia di Dorian. Ritornato al presente, Baba dice a Dorian che per fermare il Principe della Notte è necessario recuperare i sette talismani di Aurion, le uniche cose che possono sconfiggerlo, e che il Medaglione del Tempo è uno di essi; ma Dorian, credendo che la sua vita vissuta in quel momento sia stata solo una bugia, fugge di casa affermando che non avrebbe fatto niente; tuttavia, dopo aver parlato con suo padre nei campi e resosi conto del peso che grava su di lui accetta la missione, ricevendo da suo padre la sua spada come Cavaliere d'Oro del Grifone, a cui dà il nome Radiosa, e ad accompagnarlo ci sarà Ravi. La prima tappa è il Bosco delle Stelle, dove è custodito il Libro del Sapere. Attraversandolo, Dorian e Ravi si scontrano prima con gli atrax e i pipistrelli urlanti, e arrivati ai Laghi Nebbiosi sconfiggono le due streghe della palude grazie all'arrivo tempestivo di Mayra, Kiki e Honor, ed entrando, dopo aver superato un indovinello, nel Palazzo di Fango, un tempo la Torre delle Cento Conchiglie, dove incontrano il Lupo delle Nebbie, un enorme lupo dal pelo blu, con sei zampe e due teste. Durante la battaglia Mayra riesce a prendere il Libro del Sapere ma Ravi viene stordito mentre Honor viene ridotto in fin di vita. Dorian riesce a sconfiggere il lupo grazie alle energie combinate di Radiosa, del Medaglione del Tempo e del Libro del Sapere, ma invece di morire il Lupo delle Nebbie si dissolve e al suo posto compare Ilian, il Cavaliere d'Oro del Lupo; anche il Palazzo di Fango scompare per ridiventare la Torre delle Cento Conchiglie; Mayra, grazie al Libro del Sapere e al Medaglione del Tempo riesce a curare Ravi e Honor. Ridestatosi, Ilian capisce chi sono i suoi salvatori e rivela che lui e tutti i Cavalieri d'Oro furono soggiogati dal potere del Principe della Notte e trasformati in esseri mostruosi posti poi a guardia dei talismani. In segno di riconoscenza, il Cavaliere d'Oro del Lupo promette di aiutarli nella loro missione. Ora Dorian, Mayra, Ravi, Honor e Kiki si mettono in viaggio verso le Praterie del Silenzio dove è custodito il Calice della Verità.